# Dany Heatley
Daniel James „Dany“ Heatley (* 21. Januar 1981 in Freiburg im Breisgau) ist ein ehemaliger deutsch-kanadischer Eishockeyspieler, der im Verlauf seiner aktiven Karriere zwischen 1998 und 2016 unter anderem 946 Spiele für die Atlanta Thrashers, Ottawa Senators, San Jose Sharks, Minnesota Wild und Anaheim Ducks in der National Hockey League auf der Position des linken Flügelstürmers bestritten hat. Mit der kanadischen Nationalmannschaft wurde Heatley, der im NHL Entry Draft 2000 an zweiter Gesamtposition ausgewählt worden war, Olympiasieger und Weltmeister. Sein Vater Murray und sein Bruder Mark waren ebenfalls professionelle Eishockeyspieler.

## Karriere

### Anfänge im Junioren- und Collegebereich
Dany Heatley begann mit dem Eishockeyspielen in Calgary, wo er zunächst bei einigen unterklassigen Juniorenteams aktiv war. In dieser Zeit lief er zwischen 1996 und 1998 für die Calgary Buffaloes in der Alberta Midget Hockey League auf. Dort beendete er seine zweite Saison mit 91 Punkten aus 36 Spielen, was ihm die Trophäe als Topscorer bescherte. Beim saisonabschließenden Air Canada Cup führte er die Mannschaft auf den dritten Rang und wurde zudem wertvollster Spieler und Topscorer des Turniers. Im Sommer 1998 schloss sich der damals 17-jährige dann den Calgary Canucks aus der Alberta Junior Hockey League an, um später am College spielen zu können. In seiner einzigen Saison für die Mannschaft führte er selbige zum Gewinn der Ligameisterschaft. Dazu hatte er in der regulären Saison in 60 Spielen 127 Scorerpunkte sowie 22 Punkte in zehn Playoff-Partien erzielt. Diese Leistung bescherte ihm persönlich die Auszeichnung zum Spieler des Jahres der Alberta Junior Hockey League und Canadian Junior Hockey League. Des Weiteren wurde er ins First All-Star Team der AJHL gewählt.
Nach dem Gewinn des AJHL-Titels entschied sich Heatley ein Studium an der University of Wisconsin–Madison zu beginnen und parallel für deren Universitätsmannschaft in der Western Collegiate Hockey Association, einer Division im Spielbetrieb der National Collegiate Athletic Association, zu spielen. Auch sein Vater war für diese Universität aktiv gewesen. Gleich in seiner ersten College-Spielzeit wurde er nach 56 Punkten in 38 Partien in diverse Auswahlteams berufen und zum Rookie des Jahres der WCHA ernannt. Zudem galt er im Sommer 2000 für den NHL Entry Draft als aussichtsreicher Kandidat auf einen der vorderen Plätze. Schließlich wählten ihn die Atlanta Thrashers gleich hinter Torwart Rick DiPietro an zweiter Gesamtposition aus. Heatley verblieb jedoch noch ein weiteres Jahr an der University of Wisconsin-Madison und spielte ähnlich erfolgreich wie in seiner Rookiesaison. Damit verbunden waren erneut einige Nominierungen in die Auswahlteams der WCHA und NCAA.

### Erste Station in der NHL bei den Atlanta Thrashers
Nach der Spielzeit 2000/01 entschied sich der Kanadier auf seine zwei noch möglichen Spielzeiten an der Universität zu verzichten und ins Profilager zu wechseln. Im Alter von 20 Jahren schaffte er auf Anhieb den Sprung in den NHL-Kader der Thrashers. Seine Rookiesaison in der NHL verlief für den Stürmer optimal. Er führte alle Rookies der Liga mit 67 Scorerpunkten und 41 Vorlagen an. In der Torschützenliste belegte er hinter seinem Teamkollegen, dem Russen Ilja Kowaltschuk, den zweiten Rang. Nachdem er im Verlauf der Saison 2001/02 bereits als einer der besten Liganeulinge zum NHL YoungStars Game eingeladen worden war, erhielt er am Ende der Spielzeit die Calder Memorial Trophy als bester Neuling und wurde auch ins NHL All-Rookie Team gewählt. In der zweiten Spielzeit konnte er sich noch einmal steigern und schaffte es mehr Scorerpunkte zu sammeln, als er Spiele absolvierte. Diese Leistung verschaffte ihm eine Einladung zum NHL All-Star Game. Dort traf er vier Mal und stellte damit einen Rekord, der unter anderem von Wayne Gretzky und Mario Lemieux gehalten wird, ein. Dies bescherte ihm in diesem Jahr die Wahl zum MVP des Spiels. Wegen eines schweren, von ihm verursachten Autounfalls und der daraus resultierenden Verletzungen konnte Heatley im Spieljahr 2003/04 erst ab Januar 2004 ins Geschehen eingreifen. Er bestritt so nur 31 Spiele, in denen er nicht an seine vorher gezeigten Leistungen anknüpfen konnte.

### Zeit in Europa während des Lockout
Um etwas Abstand zu gewinnen, und da die gesamte NHL-Saison 2004/05 einem Lockout zum Opfer fiel, entschied sich der linke Flügelstürmer die Saison im Ausland zu verbringen. Aufgrund der familiären Situation Heatleys machten sich die Hamburg Freezers, Eisbären Berlin und Kassel Huskies berechtigte Hoffnungen auf eine Verpflichtung. Es gab auch auf Seiten Heatleys ernsthaftes Interesse in Deutschland zu spielen, jedoch machten schließlich finanziell potentere Vereine das Rennen. So wechselte Heatley im Oktober 2004 zunächst zum SC Bern in die Schweizer Nationalliga A, wo auch Daniel Brière unter Vertrag stand. Er bestritt 16 Partien für die Eidgenossen und verbuchte 24 Punkte. Eine Verletzung im November 2004 zwang ihn allerdings zu einer Operation an der Orbita, weshalb er längere Zeit ausfiel. Am 10. Februar 2005 wechselte er zum russischen Superligisten Ak Bars Kasan. Dort traf er unter anderem auf seinen Thrashers-Teamkollegen Ilja Kowaltschuk sowie Vincent Lecavalier. Dennoch fand sich Heatley in der russischen Liga nicht gut zurecht und steuerte in insgesamt 15 Begegnungen nur sieben Punkte bei.

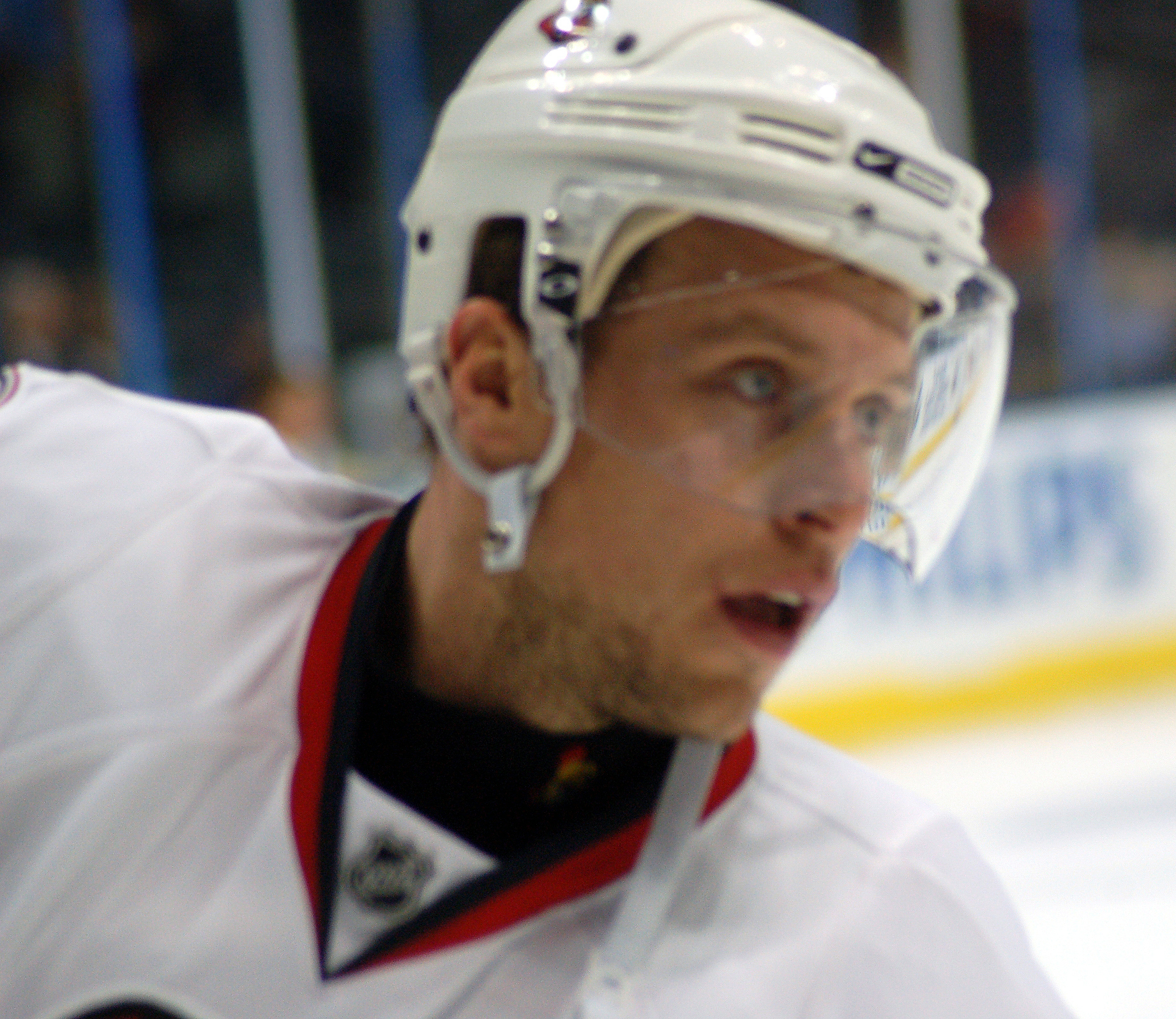
Heatley im Dress der Ottawa Senators

### Transfer zu den Ottawa Senators
Nach dem durchaus gelungenen Comeback wollte Heatley wieder den Sport zu seinem Lebensmittelpunkt machen und sich von den Erinnerungen an den Unfall weiter entfernen. So bat er das Management der Atlanta Thrashers um einen Wechsel, da er, um zum täglichen Training zu gelangen, die Unfallstelle passieren musste. Am 23. August 2005 wurde er im Austausch für Stürmer Marián Hossa und Verteidiger Greg de Vries zu den Ottawa Senators transferiert. Heatley, der zu diesem Zeitpunkt den Status eines Restricted Free Agents innehatte, erhielt dort einen mit 13,5 Millionen US-Dollar dotierten Dreijahresvertrag bis zum Sommer 2008. Gleich in den ersten 22 Spielen für seinen neuen Klub erzielte Heatley jeweils mindestens einen Scorerpunkt und verpasste Wayne Gretzkys Rekord nur um ein Spiel. Am Ende der Saison hatte er 50 Tore und 103 Scorerpunkte gesammelt, was ihn zum viertbesten Scorer der gesamten Liga machte. Die Senators, bei denen er mit Jason Spezza und Daniel Alfredsson die überaus erfolgreiche erste Sturmreihe bildete, wiesen die zweitbeste Bilanz der Liga auf. In den Playoffs schieden sie allerdings schon in der zweiten Runde aus. Heatley selbst wurde gemeinsam mit Alfredsson ins NHL Second All-Star Team berufen.
Auch in der folgenden Saison erzielte der Deutsch-Kanadier 50 Tore und war damit der erste Spieler seit Pawel Bure in der Saison 2000/01, der in zwei aufeinanderfolgenden Spielzeiten diese Marke erreichte. Seine 105 Scorerpunkte waren der fünftbeste Wert der Liga und bedeuteten sowohl einen neuen Franchise- als auch persönlichen Rekord. Mit den Senators drang er in der Spielzeit 2006/07 bis ins Finale um den Stanley Cup vor, scheiterte dort allerdings in fünf Spielen an den Anaheim Ducks. Mit der Wahl ins NHL First All-Star Team kam jedoch eine weitere persönliche Auszeichnung hinzu. Kurz vor Beginn der Saison 2007/08 verlängerte Heatley seinen Vertrag bei den Senators vorzeitig um sechs Jahre, der ihm 45 Millionen US-Dollar garantierte. Das Spieljahr verlief für den Stürmer persönlich und für Ottawa nicht mehr so erfolgreich wie in den beiden Jahren zuvor. Heatley verpasste elf Spiele wegen einer Schulterverletzung und die ohnehin von Verletzungen gebeutelten Senators scheiterten in den Playoffs früh. Noch schlechter lief die Saison 2008/09 ab, obwohl er von Trainer Craig Hartsburg zu einem der beiden Assistenzkapitäne ernannt wurde. Die Senators entließen Hartsburg im Verlauf der Saison und ersetzten ihn durch Cory Clouston, der Heatley weniger Verantwortung gab. Auch dadurch verpasste Ottawa die Playoffs deutlich und der Flügelstürmer absolvierte die schlechteste Saison seiner Karriere mit Ausnahme seiner Rookiesaison und der Spielzeit nach dem Unfall.

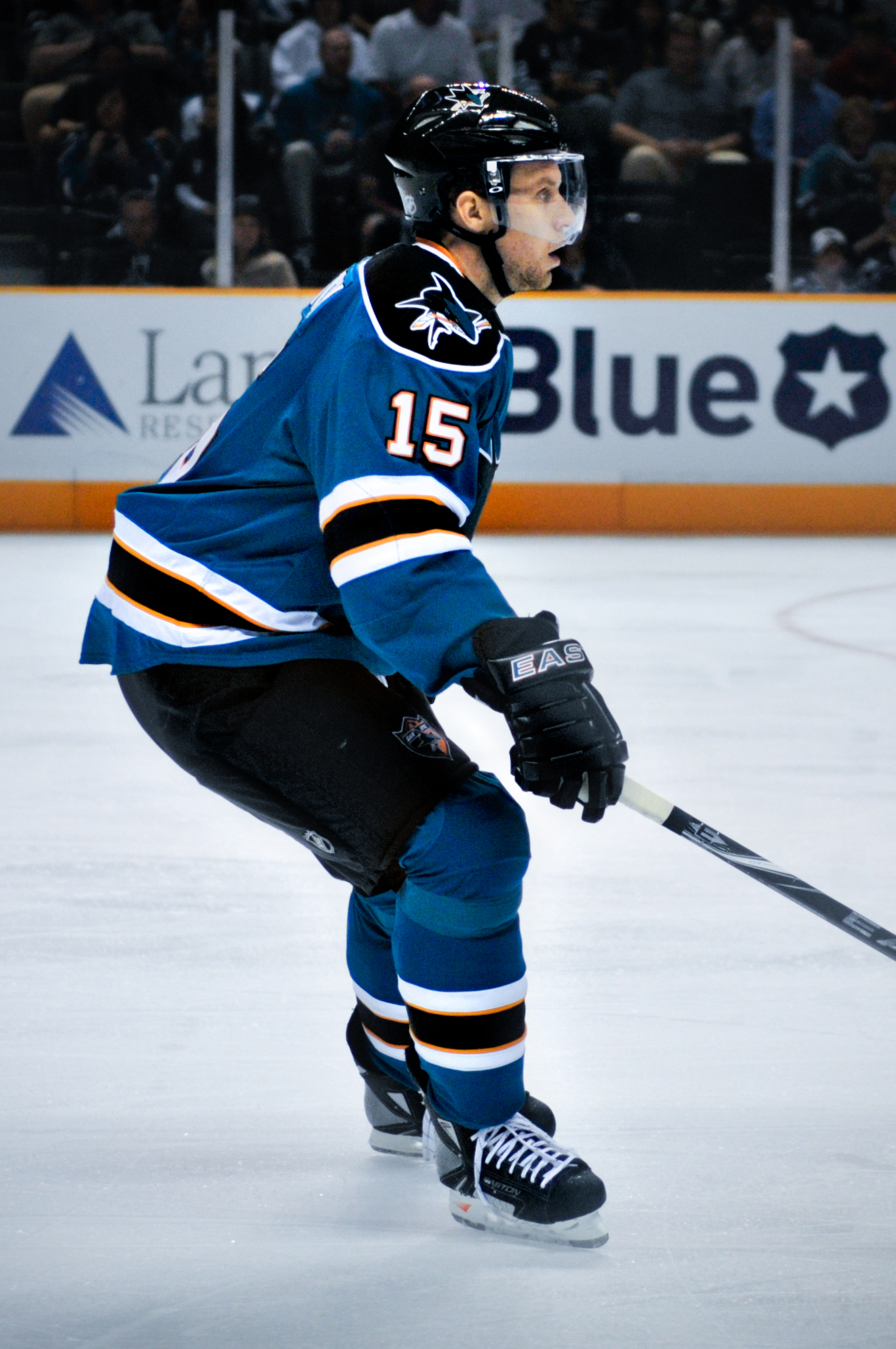
Heatley im Trikot der San Jose Sharks

### Wechsel nach San Jose
Als Folge daraus bat Heatley am 9. Juni 2009, wie schon in Atlanta, um einen Transfer, obwohl noch vier Jahre seines laufenden Vertrages ausstanden. Aufgrund der angespannten Salary-Cap-Situation vieler interessierter Teams und Heatleys kostspieligen Vertrages erwies es sich für General Manager Bryan Murray als äußerst schwierig ein neues Team für den Stürmer zu finden. Mit den Edmonton Oilers präsentierte er am 30. Juni einen Transferpartner, der im Gegenzug Andrew Cogliano, Dustin Penner und Ladislav Šmíd anbot. Doch Heatley verweigerte aufgrund einer Klausel in seinem Vertrag aber mehrmals den Wechsel. Erschwerend kam hinzu, dass der Vertrag Heatley am 1. Juli eine Bonuszahlung von vier Millionen US-Dollar garantierte. Nach mehreren Monaten Suche und diversen Gerüchten fand Murray im September erneut ein ernsthaft interessiertes Team. Die San Jose Sharks sicherten sich schließlich am 12. September die Dienste des Kanadiers. Gemeinsam mit einem Fünftrunden-Draftpick im NHL Entry Draft 2010 wechselte er an die US-amerikanische Westküste. Im Gegenzug schickte San Jose Jonathan Cheechoo, Milan Michálek und einen Zweitrunden-Draftpick für 2010 in die kanadische Hauptstadt. Zwei Tage zuvor war bereits über die Medien ein Transfergeschäft vermeldet worden, in dem Heatley ebenfalls nach San Jose wechseln sollte. Ebenso waren die Los Angeles Kings involviert und sollten Alexander Frolow sowie Jarret Stoll nach Ottawa abgeben. Als Gegenleistung sollte San Joses Patrick Marleau nach Los Angeles kommen. Dieser Transfer wurde im Laufe des Tages aber nicht bestätigt.

### Minnesota Wild, Anaheim Ducks und Florida Panthers
Anfang Juli 2011 tauschten die Sharks Heatley gegen Martin Havlát von den Minnesota Wild. Dort gelang ihm im Februar 2012 mit seinem Treffer nach 13 Sekunden gegen die Vancouver Canucks das schnellste Tor in der Geschichte der Wild. In der durch den Lockout verkürzten Saison 2012/13 absolvierte der Deutsch-Kanadier lediglich 36 Partien für Minnesota und musste die Spielzeit aufgrund einer verletzungsbedingten Operation vorzeitig beenden, nachdem er sich im April 2013 im Spiel gegen seinen ehemaligen Klub San Jose Sharks die Schulter auskugelte. Die folgende Saison 2013/14 sollte die bis dato schwächste seiner bisherigen NHL-Karriere werden. Heatley gelangen dabei verhältnismäßig wenig Scorerpunkte, sodass er zwischenzeitlich mit wenig Eiszeit in der vierten Reihe eingesetzt wurde, ehe man ihn am Ende der Spielzeit komplett aus dem Kader strich.
Im Juli 2014 unterzeichnete er einen Einjahresvertrag bei den Anaheim Ducks. Dort konnte sich Heatley nicht durchsetzen und kam bis Dezember 2014, auch durch eine Leistenverletzung bedingt, auf nur sechs NHL-Einsätze. Infolgedessen gaben ihn die Ducks an ihr Farmteam, die Norfolk Admirals, ab, sodass Heatley erstmals in seiner Karriere in der American Hockey League spielt.
Im Februar 2015 gaben ihn die Ducks samt einem Drittrunden-Wahlrecht für den NHL Entry Draft 2015 an die Florida Panthers ab, die ihrerseits Tomáš Fleischmann nach Anaheim schickten. Dort beendete er beim Farmteam San Antonio Rampage die Saison 2014/15, erhielt danach jedoch keinen neuen Vertrag.

### Wechsel nach Deutschland
Am 17. September 2015 gaben die Nürnberg Ice Tigers die Verpflichtung des Deutsch-Kanadiers bekannt, die in den Medien als Transfer des bisher erfolgreichsten Eishockeyspielers in der Geschichte der Deutschen Eishockey Liga gefeiert wurde. Heatley unterzeichnete beim DEL-Klub einen Einjahresvertrag und erhielt die Rückennummer 15. Der vom Clubeigentümer angestrebte Meistertitel konnte in der Saison 2015/16 jedoch nicht gefeiert werden, da Nürnberg im DEL-Halbfinale den Grizzlys Wolfsburg unterlag, wobei Heatley im entscheidenden Spiel den 1:2-Anschlusstreffer für seinen Verein erzielte. Heatleys Bilanz mit 19 Toren sowie 18 Torvorlagen in 59 DEL-Einsätzen galt als solide, wobei insbesondere sein uneitles und mannschaftsdienliches Auftreten geschätzt wurde. Nach der Spielzeit beendete er im Alter von 35 Jahren seine aktive Karriere.

## International
Auf internationaler Ebene gehört Heatley zu den erfolgreichsten Spielern des neuen Jahrtausends.
Erstmals spielte Heatley bei der U20-Junioren-Weltmeisterschaft 2000 in Schweden für die kanadische Nationalmannschaft. Dort erzielte er in sieben Turnierspielen vier Punkte und gewann nach einem knappen Sieg im Spiel um den dritten Platz über die Vereinigten Staaten die Bronzemedaille. Dabei steuerte er ein Tor bei. Diesen Erfolg konnte er im folgenden Jahr bei der U20-Junioren-Weltmeisterschaft 2001 in Russland wiederholen. Mit fünf Punkten aus sieben Partien konnte er sich leicht verbessern.
Im Seniorenbereich gab der Stürmer sein Debüt im Anschluss an seine Rookiesaison in der NHL bei der Weltmeisterschaft 2002 in Schweden. Während Heatley vier Punkte erzielen konnte, endete das Turnier für Kanada bereits im Viertelfinale. Im nächsten Jahr stand der Stürmer erneut im WM-Kader und führte das Team bei den Welttitelkämpfen in Tschechien mit sieben Toren und zehn Scorerpunkten zur Goldmedaille. Darüber hinaus wurde er ins All-Star-Team des Turniers gewählt.
Im Jahr darauf nahm er abermals an der Weltmeisterschaft teil. Mit elf Scorerpunkten war er der überragende Spieler und Topscorer des Turniers, nachdem er in der NHL-Saison als Folge des Unfalls nur selten überzeugt hatte. Er wurde als wertvollster Spieler ausgezeichnet und wieder ins All-Star-Team berufen. Am Ende stand wieder der Goldmedaillengewinn zu Buche. Wenige Monate später konnte er mit der Nationalmannschaft auch den Gewinn des World Cup of Hockey 2004 feiern. Aufgrund der Vielzahl von hochkarätigen Spielern im Kader füllte Heatley dort aber eine untergeordnete Rolle aus und steuerte in sechs Spielen lediglich zwei Vorlagen bei. Diese Vorlagen gelangen ihm aber im Finale beim 3:1-Sieg über Finnland. Im Frühjahr 2005 war er wieder bei der Weltmeisterschaft aktiv, bei der es nach einer 0:3-Finalniederlage gegen Tschechien die Silbermedaille gewann. Dies sollte für die nächsten drei Jahre sein letzter Einsatz bei Welttitelkämpfen sein.
Den Höhepunkt seiner internationalen Karriere feierte Heatley mit der Nominierung für die Olympischen Winterspiele 2006 im italienischen Turin am 21. Dezember 2005. In sechs Partien verbuchte er zwar drei Punkte, aber die Kanadier enttäuschten mit dem frühzeitigen Scheitern im Viertelfinale an Russland.
Für Wiedergutmachung sorgte der Stürmer bei der Weltmeisterschaft 2008 im Heimatland Kanada. Zwar reichte es für Kanada nach einer knappen Finalniederlage gegen Russland nur zum zweiten Platz, aber Heatley zeigte sich von seiner besten Seite. Ihm gelangen 20 Punkte in lediglich neun Spielen und avancierte zu Kanadas bestem Torschützen und Punktesammler aller Zeiten bei WM-Turnieren. Damit überholte er Marcel Dionne und Steve Yzerman. Seine Leistungen bescherten ihm zahlreiche persönliche Auszeichnungen. Ein Jahr später bei der WM 2009 in der Schweiz stand beim selben Finalduell erneut eine Silbermedaille zu Buche.
Im Sommer 2009 erhielt der Stürmer als einer von 46 Akteuren eine Einladung ins vorbereitende Trainingscamp für die Olympischen Winterspiele 2010 in Vancouver, ehe seine zweite Olympiateilnahme am 30. Dezember 2009 bestätigt wurde. Ebenso spielten seine Vereinskollegen Patrick Marleau, Joe Thornton und Dan Boyle für die Kanadier, die sich durch einen knappen Sieg in der Verlängerung gegen den Erzrivalen USA die Goldmedaille sicherten. Heatley war mit sieben Scorerpunkten einer der erfolgreichsten kanadischen Spieler im Turnierverlauf.

## Erfolge und Auszeichnungen
| - 1999 AJHL Player of the Year - 1999 AJHL First All-Star Team - 1999 Rogers-Wireless-Cup-Gewinn mit den Calgary Canucks - 1999 CJHL Player of the Year - 2000 WCHA First All-Star Team - 2000 WCHA All-Rookie Team - 2000 WCHA Rookie of the Year - 2000 NCAA West Second All-American Team - 2001 WCHA Second All-Star Team - 2001 NCAA West First All-American Team - 2001 NHL-Rookie des Monats Dezember (gemeinsam mit Ilja Kowaltschuk) | - 2002 Teilnahme am NHL YoungStars Game - 2002 Calder Memorial Trophy - 2002 NHL All-Rookie Team - 2003 Teilnahme am NHL All-Star Game - 2003 Most Valuable Player des NHL All-Star Game - 2006 NHL Second All-Star Team - 2007 Teilnahme am NHL All-Star Game - 2007 NHL-Spieler des Monats Januar - 2007 NHL First All-Star Team - 2008 Teilnahme am NHL All-Star Game (verletzungsbedingte Absage) - 2009 Teilnahme am NHL All-Star Game |

### International
| - 2000 Bronzemedaille bei der U20-Junioren-Weltmeisterschaft - 2001 Bronzemedaille bei der U20-Junioren-Weltmeisterschaft - 2003 Goldmedaille bei der Weltmeisterschaft - 2003 All-Star-Team der Weltmeisterschaft - 2004 Goldmedaille bei der Weltmeisterschaft - 2004 Wertvollster Spieler der Weltmeisterschaft - 2004 Topscorer der Weltmeisterschaft - 2004 All-Star-Team der Weltmeisterschaft - 2004 Goldmedaille beim World Cup of Hockey | - 2005 Silbermedaille bei der Weltmeisterschaft - 2008 Silbermedaille bei der Weltmeisterschaft - 2008 Wertvollster Spieler der Weltmeisterschaft - 2008 Topscorer der Weltmeisterschaft - 2008 Bester Torschütze der Weltmeisterschaft - 2008 Bester Stürmer der Weltmeisterschaft - 2008 All-Star-Team der Weltmeisterschaft - 2009 Silbermedaille bei der Weltmeisterschaft - 2010 Goldmedaille bei den Olympischen Winterspielen |

## Karrierestatistik

### International
Vertrat Kanada bei:
| - U20-Junioren-Weltmeisterschaft 2000 - U20-Junioren-Weltmeisterschaft 2001 - Weltmeisterschaft 2002 - Weltmeisterschaft 2003 - Weltmeisterschaft 2004 - World Cup of Hockey 2004 | - Weltmeisterschaft 2005 - Olympischen Winterspielen 2006 - Weltmeisterschaft 2008 - Weltmeisterschaft 2009 - Olympischen Winterspielen 2010 |

(Legende zur Spielerstatistik: Sp oder GP = absolvierte Spiele; T oder G = erzielte Tore; V oder A = erzielte Assists; Pkt oder Pts = erzielte Scorerpunkte; SM oder PIM = erhaltene Strafminuten; +/− = Plus/Minus-Bilanz; PP = erzielte Überzahltore; SH = erzielte Unterzahltore; GW = erzielte Siegtore; 1 Play-downs/Relegation; Kursiv: Statistik nicht vollständig)

## Sonstiges

### Familie
Heatleys kanadischer Vater, Murray Heatley, spielte die letzten Jahre seiner Karriere von 1979 bis 1984 in Deutschland, überwiegend für den EHC Freiburg. Dort lernte er eine Berlinerin, Heatleys spätere Mutter, kennen. Nach dem Karriereende des Vaters zog die Familie nach Calgary, wo Heatley das Eishockeyspielen erlernte und als Fan der Calgary Flames aufwuchs. Sein jüngerer Bruder Mark spielte ab der Saison 2008/09 zwei Jahre beim EHC München in der 2. Eishockey-Bundesliga, bevor er in die Fußstapfen seines Vaters trat und sich im Juli 2010 den Wölfen Freiburg anschloss. Im Sommer 2011 wechselte er zu den Bietigheim Steelers.
Dany Heatley besitzt sowohl die kanadische als auch die deutsche Staatsbürgerschaft.

### Verkehrsunfall und Tod von Dan Snyder
Am 29. September 2003 verlor Heatley die Kontrolle über seinen Ferrari 360 Modena, in dem er mit seinem damaligen Teamkameraden Dan Snyder saß, und prallte gegen eine Mauer. Das Fahrzeug wurde durch den Aufprall in zwei Teile gerissen und beide Insassen herausgeschleudert. Heatley wurde dabei schwer verletzt. Er brach sich den Kiefer, erlitt eine leichte Gehirnerschütterung und zog sich innere Verletzungen an Lunge und Nieren zu. Zudem rissen drei Bänder in seinem rechten Knie. Weitaus schlimmer traf es Snyder. Er trug eine Schädelbasisfraktur davon, an deren Folgen er am 5. Oktober, sechs Tage nach dem Unfall, im Krankenhaus verstarb.
Heatley wurde in der Folge des Totschlags angeklagt und bekannte sich in den meisten Anklagepunkten für schuldig. Anfang Februar 2005 wurde er zu einer dreijährigen Bewährungsstrafe verurteilt. Zudem gab es weitere Auflagen. Die Plädoyers von Snyders Vater und Bruder, in dem sie sich gegen eine Gefängnisstrafe aussprachen, fanden bei der Urteilsfindung ebenfalls Beachtung.
Als weitere Folge des Unfalls wurde Heatleys Bild vom Cover des NHL 2004 des Herstellers EA Sports entfernt und kurzfristig durch Joe Sakic ersetzt. Dennoch fanden einige Exemplare mit dem Bild Heatleys den Weg in den freien Verkauf.